# La Beceda
La Beceda (en francès Labécède-Lauragais) és un municipi del departament de l'Aude a la regió francesa d'Occitània.